# Xơ cứng teo cơ một bên
Xơ cứng teo cơ một bên (ALS), còn gọi là bệnh nơron vận động (MND) hay bệnh Lou Gehrig, là một căn bệnh riêng biệt gây ra cái chết của các nơron điều khiển cơ xương. Một số người còn sử dụng thuật ngữ bệnh nơron vận động cho một nhóm các tình trạng mà trong đó ALS là phổ biến nhất. ALS được đặc trưng bởi các dấu hiệu như co cứng cơ, rung cơ, và tình trạng yếu chuyển biến xấu dần dần do teo cơ về kích cỡ. Điều này dẫn tới khó khăn trong việc nói, nuốt và sau cùng là việc thở.
90 tới 95% các trường hợp là không rõ nguyên nhân. 5–10% các trường hợp còn lại là do di truyền từ cha mẹ. Khoảng một nửa các ca di truyền này là do một trong hai gen riêng biệt. Cơ chế đằng sau thì có liên quan tới tổn thương ở cả nơron vận động trên và dưới. Việc chẩn đoán thì dựa vào các dấu hiệu và triệu chứng của người đó, đồng thời làm các bài kiểm tra để loại bỏ các nguyên nhân tiềm năng khác.
Vẫn chưa có phương pháp chữa trị cho bệnh ALS. Một loại thuốc có tên riluzole có thể kéo dài sự sống thêm khoảng hai tới ba tháng. Thông khi không xấm lấn có thể cho kết quả cải thiện cả chất lượng sống lẫn thời gian sống. Căn bệnh có thể mắc trên người ở bất cứ độ tuổi nào, nhưng thường khởi phát ở khoảng tuổi 60 và trong các trường hợp di truyền thì khoảng tuổi 50. Thời gian sống trung bình từ khi mắc bệnh cho tới khi tử vong là hai tới bốn năm. Khoảng 10% sống được lâu hơn 10 năm. Hầu hết tử vong do suy hô hấp. Ở hầu hết các quốc gia đều không rõ tỉ lệ ALS. Ở Châu Âu và Hoa Kỳ căn bệnh này ảnh hưởng tới hai tới ba người trên 100.000 người mỗi năm.